# Bahretal
Bahretal è un comune di 2 149 abitanti della Sassonia, in Germania.
Appartiene al circondario della Svizzera Sassone-Monti Metalliferi Orientali (targa PIR) ed è parte della comunità amministrativa (Verwaltungsgemeinschaft) di Bad Gottleuba-Berggießhübel.